# Beilschmiedia globularia
Beilschmiedia globularia là loài thực vật có hoa trong họ Nguyệt quế. Loài này được Kurz miêu tả khoa học đầu tiên năm 1875.